# جورج ميريل رايت
جورج ميريل رايت هو سياسي أمريكي، ولد في 12 أبريل 1865 في كلينتون في الولايات المتحدة، وتوفي في 8 يناير 1926 في ورسستر في الولايات المتحدة. انتخب عمدة ورسستر.